# Eberhard Georg Friedrich von Wächter
Eberhard Georg Friedrich von Wächter (28. februar 1762 i Balingen, Württemberg – 14. august 1852 i Stuttgart) var en tysk maler. 
von Wächter studerede i Paris under Regnault, fordrevs derfra under revolutionen, kom til Rom, gik over til katolicismen, rejste 1798 til Wien og bosatte sig 1809 i Stuttgart, hans ungdomshjem. I Rom fik Carstens (og ved ham antikkerne) megen indflydelse på hans kunst. Det er som elev af Carstens og idébegejstret fortsætter af de Carstenske traditioner, at kunsthistorien bevarer von Wächter fra forglemmelsen. Blandt hans værker må nævnes: "Sovende Sokrates", "Hjob og hans venner" (Stuttgarts Galleri), "Herakles på skillevejen", "Livets skib" og flere andre i nævnte galleri. I Thorvaldsens Museum findes brystbillede af maleren J. Koch.